# 葵涌公眾殮房
葵涌公眾殮房（英語：Kwai Chung Public Mortuary）是香港特別行政區政府衞生署轄下三所全面運作的公眾殮房之一，位於新界葵青區葵涌葵喜街100號。
香港特別行政區政府衞生福利局於2002年取得立法會批准撥款1.4億元，於葵涌火葬場附近興建殮房。該殮房於2005年9月5日上午9時正啟用，樓高兩層，可擺放220具遺體，當時是香港境內收容量最大的公眾殮房，直至2023年被新落成的新界（沙田）法醫學大樓取代。
殮房設有兩個可擺放180具屍體的主要冷藏室、兩個分別用於儲存腐屍及高危傳染病患者屍體的特別冷藏室、一個用以長期存放屍體的冷藏庫、四個各具不同用途的剖驗套間、一個示範教學室、兩個認屍室，以及其他如辦公室、等候處、會見室等設施。

## 爭議
政府落實興建葵涌公眾殮房時，鄰近的荃灣區屋苑海濱花園及海灣花園有居民表示不滿，並對殮房可能對居住環境及樓價產生影響表示憂慮。時任荃灣區議員鄒秉恬指責有關當局未對該區作充份諮詢，有行政失當之嫌；衞生署發言人則回應指有關計劃曾諮詢臨時區域市政局等非地區組織。
2005年，九龍公眾殮房被揭發因遺體數量過多而出現將遺體疊放的情況，時任衞生署署長林秉恩就遺體遭到不妥善處理事宜向公眾道歉，而衞生署隨即將部份存放於域多利亞公眾殮房及九龍公眾殮房的遺體，移往尚未正式啟用的葵涌公眾殮房存放。

## 軼事
有三個黑社會組織的成員疑因殯儀業務利益問題，計劃在殮房啟用當日到場聚集，其中50人在抵達殮房後被在現場潛伏戒備的警察以「非法集會」嫌疑逮捕。
2018年在台灣旅行期間疑被前男友陳同佳殺害的潘曉穎之遺體，於運返香港後曾舁放葵涌公眾殮房。
在2019冠狀病毒病香港疫情期間，香港各殮房的使用率均超出其設計容量，其中葵涌公眾殮房的使用率於2020及2021年度皆超過140%。

## 外部連結
- 葵涌第26E區公眾殮房 （页面存档备份，存于）立法會工務小組委員會討論文件